# Gudmont-Villiers
Gudmont-Villiers ist eine französische Gemeinde mit 279 Einwohnern (Stand 1. Januar 2022) im Département Haute-Marne in der Region Grand Est. Sie gehört zum Kanton Joinville und zum Arrondissement Saint-Dizier.

## Geografie, Infrastruktur
Die Gemeinde Gudmont-Villiers liegt an der Marne, 35 Kilometer nördlich bzw. flussabwärts von Chaumont. In Gudmont-Villiers befindet sich der Bahnhof Gudmont an der Bahnstrecke Blesme-Haussignémont–Chaumont.
Nachbargemeinden von Gudmont-Villiers sind:
| Flammerécourt              | Rouvroy-sur-Marne                           | Donjeux               |
| Leschères-sur-le-Blaiseron | Kompassrose, die auf Nachbargemeinden zeigt | Doulaincourt-Saucourt |
| Rouécourt                  | Froncles                                    |                       |

## Bevölkerungsentwicklung
| Jahr                       | 1962 | 1968 | 1975 | 1982 | 1990 | 1999 | 2008 | 2019 |
| -------------------------- | ---- | ---- | ---- | ---- | ---- | ---- | ---- | ---- |
| Einwohner                  | 267  | 271  | 389  | 399  | 338  | 355  | 352  | 281  |
| Quellen: Cassini und INSEE |      |      |      |      |      |      |      |      |